# Mainwaringia leithii
Mainwaringia leithii là một loài ốc biển, là động vật thân mềm chân bụng sống ở biển trong họ Littorinidae.